# Trøndelag

Trøndelag elhelyezkedése Norvégiában

Trøndelag egyike Norvégia öt földrajzi régiójának. Nagyjából az ország közepén helyezkedik el.
Két megye (norvégül fylke) tartozik hozzá: Nord-Trøndelag (Észak-Trøndelag) és Sør-Trøndelag (Dél-Trøndelag).
Neve szóösszetétel a trønder törzsnévből és a "törvény" jelentésű lag utótagból, a szóösszetétel jelentése: a trønderek törvénye alá eső föld. A trøndelagiakat ma is nevezik trøndereknek.
A Trøndelagot ismerik Midt-Norge vagy Midt-Noreg ("Közép-Norvégia") neveken is, ez utóbbi nevek használata esetében azonban a régióhoz általában hozzáértik az egyébként a délnyugatra fekvő Vestlandet földrajzi régióhoz tartozó Møre og Romsdal megyét is.
A Trøndelag legnagyobb városa Norvégia első fővárosa, Trondheim (Sør-Trøndelagban).
A Trøndelagban beszélt norvég nyelvjárásra jellemző, hogy elhagyják a szóvégi magánhangzók jórészét (apokopé).
Trøndelag megye városai
| Város neve       | várossá nyilvánítás éve | a város lakosainak száma | kerületi községi terület (kommune) |
| Trondheim        | 997                     | 212,660                  | Trondheim                          |
| Steinkjer        | 1857                    | 13,060                   | Steinkjer                          |
| Stjørdalshalsen  | 1997                    | 15,693                   | Stjørdal                           |
| Levanger         | 1836-1961, 1997         | 10,813                   | Levanger                           |
| Namsos           | 1845                    | 8,422                    | Namsos                             |
| Rørvik           | 2020                    | 3,743                    | Nærøysund                          |
| Verdalsøra       | 1998                    | 8,838                    | Verdal                             |
| Orkanger         | 2014                    | 8,204                    | Orkdal                             |
| Brekstad         | 2005                    | 2,437                    | Ørland                             |
| Kolvereid        | 2002                    | 1,791                    | Nærøy                              |
| Bergstaden Røros | 1683                    | 3,909                    | Røros                              |